# サイバーストーカー
サイバーストーカー（英: Cyberstalker）またはネットストーカーは、インターネットや電子機器を利用して特定の人物にしつこく付きまとい、ハラスメントを行う犯罪者（個人、集団または組織）である。彼らのストーカー行為は、サイバーストーキング、ネットストーキングと呼ばれ、サイバー犯罪の一種である。ストーカー行為だけでなく、ネット上での冤罪、名誉棄損、誹謗中傷などの書き込みも含む。また、監視、脅迫、恐喝、器物破損、性行為の誘い、個人情報の盗難や漏洩などが含まれることもある。
サイバーストーキングは犯罪であり、ストーカー規制法や迷惑防止条例により刑事罰を受ける恐れがある。

## サイバーストーキングの定義
サイバーストーキングには専門家や法律家によって様々な定義が存在する。一般的に、インターネットや電子機器の使用によって、個人・集団・組織がストーキングやハラスメントをする行為だとされる。
サイバーストーキングはネットいじめの一種である。メディアはしばしば、サイバーストーキングをネットいじめと同じ用語として使う。サーバーストーキングとネットいじめの双方は、冤罪や名誉棄損、誹謗中傷を含むこともある。
サイバーストーキングは監視、脅迫、恐喝、器物破損、性行為の誘い、個人情報の盗難や漏洩などが含まれることもある。収集した情報を使って脅迫や嫌がらせをすることもある。サイバーストーキングは、しばしばリアルタイムのストーキングや、オフラインのストーキングを伴う。どちらのストーキングも刑事事件に発展することもある。
ストーキングは一連の行動による形成される継続的なプロセスであり、すべての行動が合法であることもありうる。技術倫理学教授 Lambèr Royakkers は、サイバーストーキングを被害者と現在関係のない者による犯行とする。サイバーストーカーによる虐待行為について、彼は次の通りに書く。

ストーキングは精神的な暴行である。犯行者は被害者の日常に対して、被害者の望まない破壊的な行動を繰り返す。犯行者は、被害者とは関係がなく（もしくは関係がなくなった）、情緒面で直接的・間接的に追跡したいという動機を持つ。さらに、侵入を構成する分離された行動は、精神的虐待を引き起こすだけではなく、同時に行われる（累積効果）。

社会的な情報技術が発展しているため、いじめの手口も進化する。法律の改正がいじめの進化に追いつけず、埋もれている被害者もいる。いじめの進化に合わせてサイバーストーキングを再定義する必要があると指摘する研究者もいる。

### サイバーストーキングの分類
荒らしとサイバーストーキングの間には違いがある。1回で終わり実害のないものは荒らし、一方でしつこい一連の行動の一部だとストーキングとする研究がある。
| TM | 動機   | モード             | 重度                 | 説明                                                                     |
| -- | ------ | ------------------ | -------------------- | ------------------------------------------------------------------------ |
| 1  | 遊び   | サイバーからかい   | 荒らし               | 一瞬で終わり、すぐに後悔する                                             |
| 2  | 戦術的 | サイバーいたずら   | 荒らし               | 一瞬で終わるが、後悔しない                                               |
| 3  | 戦略的 | サイバーいじめ     | サイバーストーキング | 故意に問題を起こす。しかし、長い間計画的に行動を起こすわけではない。     |
| 4  | 支配的 | サイバーヒステリー | サイバーストーキング | 故意に問題を起こす。標的に対して豊富なコミュニケーション方法を準備する。 |

サイバーストーキングの著者 Alexis Moore はサイバーストーキングを、金銭的な動機による個人情報の盗難とは区別している。
彼女の定義は（Republic of the Philippinesの説明でも使われている）、以下の通りである。

サイバーストーキングは科学技術を基にした「攻撃」である。被害者に対する怒りや復讐、コントロールを理由として、被害者は特別な攻撃の標的にされ続ける。サイバーストーキングは次の様々な形式をとる。
1. 被害者に対して嫌がらせをする。羞恥心や屈辱感を抱かせる行為をする。
2. 銀行口座を空にする、クレジットスコアを下げるなどの経済的なコントロールをする。
3. 家族や友人、雇用主に嫌がらせをして、被害者を孤立させる。
4. 恐怖戦略を使い、恐怖心を植えつける。

### 被害の種類
一部の事例はネットいじめの種類と重複している。
- ウェブサイト内での嫌がらせ[12]。
  - SNSでストーキング対象者の写真を晒す。
  - Webサイトの評価をする無料サービスを悪用して、ストーキング対象者のWebサイトの評価が悪くなるように工作（警告等表示）して、それを元に印象操作を行う。
  - SNSやメールでストーキング対象者のデマ（悪い嘘の噂）を流す。名誉毀損や信用毀損、中傷など[11]。
  - SNSで被害者に付き纏って嫌がらせを繰り返して被害者の怒りの反応を引き出す。怒りの反応の中に犯罪に該当しそうなものがあれば警察に通報したり被害届を出すことをストーキング仲間で繰り返して逮捕させようとする[13]。
  - ストーキング対象者が書き込んでいるウェブサイトを検索エンジンで根こそぎ探し出し、そこに誹謗中傷などを書き回る。或いは、ＳＮＳに書き込む。晒す。
  - 匿名掲示板などにストーキング対象者の誹謗中傷を書き込んだり[14]、同掲示板の住人に嫌がらせを実施するように仕向ける。
  - ストーキング対象者が何らかの作品を公開していてその作品にレビュー投稿が出来る場合、嫌がらせ目的で低評価を投稿する。
  - ストーキング対象者の過ぎ去ったことに対しいつまでも追求し、延々と嫌がらせを続ける。
  - サイバーストーカーがストーキング対象者に成りすまし、ウェブサイトに第三者の反感を買うような発言を書く。
- スパムの大量送信。
- 個人情報の暴露。また、それによる家族や勤務先、学校などへの嫌がらせ[15]。個人の秘密事項に当たる事柄を集積・暴露する事で晒し物とする[16]。
- ウイルス技術などを活用してストーキング対象者のパソコンに侵入したり、インターネットサービスのアカウントを乗っ取る事で、更なる個人情報の収集や金銭・サービスポイント類の奪取、各種データの持ち出しや消去などによりストーキング対象者の情報資産の毀損を行う。
- 住所などを割り出して物理的なストーキングを行う[13]。覗き・監視、汚物の撒き散らし、住宅の破壊や器物の損壊・窃盗、宅配ピザなど出前ものの大量注文など。
  - 住所特定まで至っている事例のうち、騒動の規模が大型化したものについてはYouTuberやニコニコ生放送の放送主(生主)が公開放送を前提にストーキング対象者への突撃取材を敢行する場合もある。多くは放送主側の単純な売名が動機であるが、一部には囲いと呼ばれる資金援助者が介在してドローンなどの高額な機材を用いた盗撮を行う場合もある。
- 本人や家族に直接的に接触して嫌がらせを行う。不特定多数の者が繰り返し接触してストーキング対象者を憔悴させる事で、（最終的には示談金の詐取を目的とした）直接的な暴力沙汰をストーキング対象者の側から起こすよう仕向けるなど。
- サイバーストーキングの状態を記録したまとめサイトを作成する[17]
- 上記に関連して、コミュニケーション上のトラブル、誹謗中傷、またそれらを「拡散したうえで忖度を行う」という囲い込み遊戯に不特定多数の者が関与する場合が確認される。

## 加害者の特徴
2021年のシステマティック・レビューによると、マキャベリズム、サディズム、ナルシズム、自己コントロール能力の欠如、サイコパス、恐怖的に接するスタイル、肉体的・性的攻撃性などが挙げられる。被害者に対する怒り、近親者に対する不快感、リスクをとることで欲望が満たされるなどの動機も持つ。
男性の犯行者については数が多く、女性の犯行者は数こそ少ないものの危険である。男性は元パートナーのアカウントにログインする程度の犯行が多いのに対し、女性はストーキングをする。

## 被害者の特徴
2021年のシステマティック・レビューによると、加害者の近くに住んでいる、年齢が高め、収入が高い、高学歴、同性愛やバイセクシャル、トランスジェンダー、加害者との交際などが危険因子になる。女性は男性に比べて被害に遭いやすい。
インターネットの使用状況も被害と関係する。情報を公開している量が多いほど被害に遭いやすい。インターネットやソーシャルメディアを使用する時間が多くても被害に遭いやすい。

## 転帰
サイバーストーカーがサイバーストーキングを始めるきっかけは、電子掲示板、ブログ、SNS、ウィキなど、インターネットコミュニティでの揉め事によって激しい憎悪を抱いたりすることや、インターネット上で公開されている他者のプロフィールを見て、その人物に好意的感情を抱いたりすることが挙げられる。
コミュニティで得た断片的な情報を基に、インターネット上の検索エンジンを利用し、詳細な個人情報などを取得するケースがある。ブログに記載されている記述に不満を持つ者が、ブログの記載内容などから勤務先や所属学校名を割り出し、匿名で電話などで嫌がらせをするケースも多く、特にこの場合自分が嫌がらせをするだけでなく、匿名掲示板に「こんなことを書いている奴がいる」などと紹介し、他人を扇動することで、加害者が膨大な数に膨れ上がることもある。
上記のうち、前者の様に明確に対立軸が存在する個人または団体間で発生した揉め事や、恋愛感情などに起因するサイバーストーカー、あるいは関係者がごく限られた人数のコミュニティ内から発生する事が多いネットいじめと比較して、後者の様にブログやSNSの炎上などの騒動が発端となるサイバーストーカーは、実行グループの首謀者の実像や背後関係が明確に把握しにくい傾向がある。
後者のパターンの場合、前述のように匿名掲示板を介して攻撃参加者が膨大な人数に膨れ上がる事が多く、個人情報漏洩などのサイバー攻撃の担当はTor等の匿名ネットワーク上を拠点とするハッカーが分担する事もままある事や、最終段階の物理的ストーキング(俗にリア凸、けんまと呼ばれるもの)についても、実行グループの首謀者が直接手を出す事は稀で、多くは匿名掲示板やまとめWikiなどに集まった不特定多数の人物に、虚実を綯交ぜにした巧妙なデマゴーグやアジテーションを仕掛け、義憤や好奇心、功名心を駆り立てる事で、ストーキング対象者とは直接的な接点が無い者を実行者に仕立て上げる(俗にラジコン化とも呼ばれる)事が多い為である。
従って、加害者側がIPアドレスの開示などを元にした民事訴訟や、物理的な刑事事件の発生により検挙されるなどして民事的・刑事的・社会的制裁を受けても、仮想空間のみならず物理的にも姿を消すまで攻撃が続く危険性があるなど、被害者（ストーキング対象者）への影響が長く続く。
スマイリーキクチ中傷被害事件のように被害状況が緩和するケースは少ない。被害者（ストーキング対象者）のネットあるいは仕事からの撤退や、転居などを迫られ、最悪の場合は自殺に追いやられる危険性がある。
総務省が発表している「平成27年版　情報通信白書」によると、SNS利用者の15.4％が、過去にSNSで何らかのトラブルに遭ったことがあると回答している。30代以上になると、その割合は10％前後にとどまるが、20代以下では26％がトラブルを経験しているという。
2020年にイギリスの国家統計局は、Covid-19によるロックダウンでイギリスでは犯罪発生率が低下したのにもかかわらず、ハラスメントやストーキングによる被害については前年と比べて20%増加したと報告した。
未成年の被害者の場合、両親が助けてくれると被害を軽減できる傾向にある。インターネットや携帯のサービスプロバイダが倫理的に適切な対応をすると、被害を軽減できる。
心理的な支援も重要である。サイバーストーキングによって、ネガティブ思考や、長期のうつ状態、恐怖、イライラ、無力感に苛まれる。心理的な介入によって、精神的なストレスや感情的なストレスを軽減することができる。さらに、サイバーストーキングによる被害者の退学や離職のリスクを低くすることもできる。

## 法規制
日本では、法改正以前では単にネット上で付きまとうだけでは犯罪を構成しないためストーカー規制法の適用が困難な状況であった。平成28年12月6日に「ストーカー行為等の規制等に関する法律」の一部を改正する法律案が成立し、改正ストーカー規制法が平成29年1月3日に施行された。
以前のストーカー規制法では以下のように規制されていたが、SNSによるストーカー行為は該当していなかった。
- 恋愛・好意・怨恨の情の充足目的があり、かつ、同法第2条1項各号に掲げる行為がある場合。
- つきまとい行為（1号）・監視していることを告げる（2号）・交際面会の要求（3号）・危害を加える言動（4号）・しつこい電話やメール送信（5号）・名誉を害すること（7号）・性的羞恥心を害すること（8号）

今回の法改正により、拒否されているのにもかかわらずSNSでメッセージを連続送信する行為、ブログに執拗な書き込みをする行為が規制対象に追加された。さらに、非親告罪に変更し、ストーカー行為をする恐れのある人物と知りながら、被害者の個人情報を提供することを禁止した。禁止命令の仕組みも見直し、事前の警告がなされていない場合であっても被害者に危険が差し迫っている時には、公安委員会が加害者に禁止命令(平成29年6月14日施行)を出すことができるようにした。罰則も「1年以下の懲役または100万円以下の罰金」に引き上げられた。
また、ストーカー規制法や、東京都や神奈川県の迷惑防止条例では、GPSなどの発信器を用いた他人の位置情報の取得を禁止している。

### 関連する法律
日本の法律
- ストーカー規制法
- 私事性的画像記録の提供等による被害の防止に関する法律(通称：リベンジポルノ対策法)
- 特定電気通信役務提供者の損害賠償責任の制限及び発信者情報の開示に関する法律(プロバイダ責任制限法) - 通報して対処しなかった場合は、責任が問われる。

日本国外の法律
- サイバーストーキング対策法（英語版）

## 対策
オンラインコミュニティにおいては自らの個人情報を掲載しないなどの自衛策のほか、インターネットコミュニティで他人の反感を買わないように心がけることが必要である。また、不用意に掲示板などに自らの識別情報（氏名、email、固定ハンドルネーム）を書き込まないようにすることが重要である。書き込んでしまったことに気づいた場合は、すぐに消すようにする。
一度、インターネット上に流出した個人情報は中々消えない性質があるので、学校や各種団体のホームページ管理者は個人名や写真を本人に無断で掲載しないように気をつけたり、学校新聞など氏名が掲載されているものをアップロードする必要がある場合も画像データとして掲載し、検索エンジンで個人名により検索されないよう心がける必要がある。しかし、現実にはこのような対策を行っている組織は少ないのが現状である。
警視庁では、「自分の名前や顔写真を無断で使用された」場合、プロバイダやサイト管理者へ即座に削除申請を行う。もしくは、法務省人権擁護局（インターネット人権相談）に相談することも検討することとしている。また、人格権（肖像権、プライバシー権）侵害、脅迫、名誉棄損、偽計業務妨害罪などにも該当する可能性がある場合は、サイバー犯罪相談窓口や最寄りの警察署への相談も行うこととしている。
Paulletらは、インターネットやソーシャルメディアで不適切な接触があった場合は、次のように対応することを推奨している。
1. すぐにコミュニケーションをとるのをやめる。
2. ストーカーとのコミュニケーションのやり取りを記録する。
3. 事件をインターネットのサービスプロバイダ、警察、学校に報告する。

2025年に、ストーカーを検知するオープンソースのツールが公開された。

## 関連する事件
- 小金井ストーカー殺人未遂事件
- シンガーソングライター天野月に対するネットストーカー事件は、警察などの介入や警護が行われ、ストーカーを行っていた容疑者は逮捕、有罪判決となった[27]。
- 多くのYouTuber事務所では「誹謗中傷および攻撃的投稿対策専門チーム」を設置して対策を行っており、対策の効果として逮捕者の報告が行われている[28][29][30][31]。

## 関連作品
- 涼風涼『サイバーストーカー』 ISBN 978-4-09-440552-1（1998年）
- サイバー・リベンジャー
- ネットストーカー (映画)（英語版）